# Séby
Séby is een gemeente in het Franse departement Pyrénées-Atlantiques (regio Nouvelle-Aquitaine) en telt 171 inwoners (1999). De plaats maakt deel uit van het arrondissement Pau.

## Geografie
De oppervlakte van Séby bedraagt 6,0 km², de bevolkingsdichtheid is 28,5 inwoners per km².
De onderstaande kaart toont de ligging van Séby met de belangrijkste infrastructuur en aangrenzende gemeenten.

## Demografie
Onderstaande figuur toont het verloop van het inwonertal (bron: INSEE-tellingen).